# Burrard

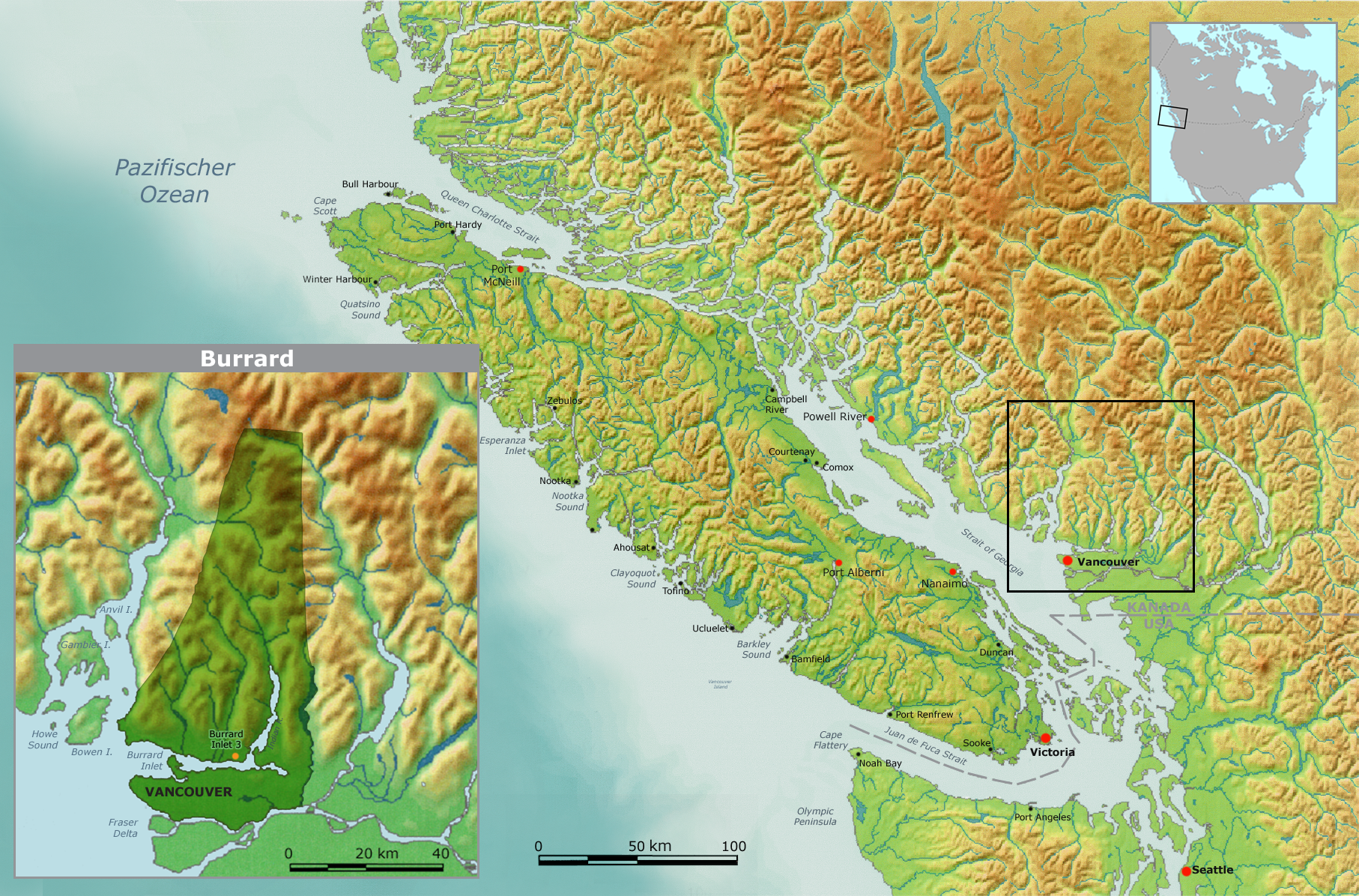
Traditionelles Territorium der Burrard und heutiges Reservat (orange)

Die Burrard oder Tsleil-Waututh Nation ist eine kanadische First Nation, die am Burrard Inlet lebt, der Vancouver von North und West Vancouver trennt. Sie gehört zur Sprachfamilie des Salish, genauer des Hul’qumi’num-Dialekts der Küsten-Salish.
Ihr traditionelles Gebiet umfasste über 1.900 km². Der Stamm hatte im Januar 2010 genau 449 staatlich anerkannte Mitglieder, davon lebten 179 außerhalb des Reservats, 230 innerhalb und 40 weitere in anderen Reservaten.

## Kultur
Die mündlich überlieferte Geschichte der Tseil-Waututh berichtet von über 10.000 Personen vor dem Kontakt mit Europäern. Die „saisonale Runde“, also Wanderungen im Jahreslauf, bestand aus einem umfassenden Zyklus, der sich aus Nahrungsammeln, Jagen und an bestimmte Orte gebundene spirituelle und kulturelle Aktivitäten zusammensetzte und den Kern der Tsleil-Waututh-Kultur bildete.
Im Winter versammelten sich die Gemeindemitglieder in großen Dörfern, die gewöhnlich an geschützten Buchten lagen. Die Häuser hatten Dachgiebel, waren bis zu 30 m lang und in individuelle Familienabschnitte eingeteilt. Im Winter ernährten sich die Leute größtenteils von getrockneten und gelagerten Lebensmitteln, die während des übrigen Jahres gesammelt und konserviert wurden. Die winterlichen Aktivitäten bestanden aus Holzschnitzereien, dem Weben von Decken aus der Wolle der Bergziegen und aus Zusammenkünften und Zeremonien, sowie aus Handels- und Tauschtätigkeit.
Im späten Frühjahr verteilten sich die Familien in Lager auf praktisch allen Stränden und geschützten Buchten im Tsleil-Waututh-Territorium. Planken von den Winterhäusern wurden in Kanus transportiert, um daraus kleinere Sommerhäuser zu bauen. Diese Camps waren der Ausgangspunkt für Jagd-, Fischfang- und Sammelexkursionen an Orte saisonal verfügbarer Ressourcen. Einige dieser Nahrungsmittel wurden sofort verzehrt, während man andere für den Verbrauch im Winter verarbeitete und lagerte.
Von Mitte Juli bis Anfang August reisten sowohl die meisten Tsleil-Waututh, als auch andere Küsten-Salish-Gruppen an den Fraser River, um den Sockeye, die beliebteste Lachsart, zu fangen und zu trocknen. Es war die Zeit, um andere Leute zu besuchen, Neuigkeiten über Verwandte auszutauschen und Verbindungen zu knüpfen. In den Sommermonaten wurden auch große Mengen verschiedener Beerenarten gesammelt und getrocknet.
Nachdem im Herbst die Lachssaison am Fraser River beendet war, versammelten sich die Familien in Lagern am Indian, Capilano, Seymour und anderen Flüssen, um den rosa und den Chum-Lachs zu fangen. Die meisten Fische wurden für den Verbrauch im Winter getrocknet. Im Dezember kehrten die Familien mit den im Laufe des Jahres gesammelten Vorräten in ihre Winterdörfer zurück und der Jahreszyklus begann von neuem.
Trotz der großen Veränderungen in ihrem angestammten Territorium üben die Angehörigen der Tsleil-Waututh Nation weiterhin eine große Zahl traditioneller Aktivitäten aus. Ein erklärtes Ziel ist ihre Beteiligung an Planungs- und Entwicklungsprozessen, damit die einst so reichen Ressourcen zurückkehren, geschützt und auf einer dauerhaften Basis genutzt werden.

## Geschichte

### Frühgeschichte
22 archäologische Stätten im Gebiet des jüngst eingerichteten Say Nuth Khaw Yum Heritage Park/Indian Arm Provincial Park liefern Hinweise auf die voreuropäische Geschichte der Region, doch steht die Forschung noch am Anfang. Die Untersuchungen haben sich auf das frühere Dorf Inlailawatush an der Mündung des Indian River konzentriert, und auf  die ca. 25 km lange Küstenlinie innerhalb des Parks. Dabei wurden im völlig überwucherten Dorf steinerne Klingen gefunden, aber auch Überreste von Pfählen. Entsprechend dem Nahrungsangebot entstanden in den nördlichen Gebieten Sommerdörfer, die Winter verbrachte man in den milderen Gebieten. Die Tsleil-Waututh nehmen an, dass sie bereits seit 10.000 Jahren in diesem Gebiet leben.

### Europäische Kontakte
Als Kapitän Alcalá Galiano am 19. Juni 1792 das Burrard Inlet erreichte, nannte er es Canal de Floridablanca. Wenige Tage später erreichte George Vancouver das Gebiet und nannte es nach seinem Freund Sir Harry Burrard.
1859 bis 1860 erstellte die HMS Plumper eine Aufnahme des Gebiets und gab zahlreichen Punkten neue Namen. 1862 kaufte John Morton, ein Töpfer aus Yorkshire 550 Acre am Burrard Inlet, doch war der dortige Lehm ungeeignet. Daher begann er, zusammen mit seinem Cousin Sam Brighouse und William Hailstone, Kühe zu halten. Am 9. November 1864 verließ die erste Holzfracht den Burrard Inlet. Sie wurde nach Australien verkauft. Im selben Jahr wurde eine Telegraphenstation eröffnet. 1874 verkehrte hier die erste Postkutsche, 1881 wurde ein Fährbetrieb im Inlet aufgenommen.

### Reservat
1877 wurde den Indianern ein Gebiet von 37 Acre an der Ostseite der Mündung des Indian River zugewiesen, doch bis auf 2.500 Quadratfuß wurde das Gebiet an Brittengham & Young Co. Ltd. aus New Westminster gegen 10.000 kanadische Dollar und Bauholz im Wert von 500 Dollar verkauft. Heute umfasst das Reservat Burrard Inlet 3 genau 108,2 ha, dazu kommen noch zwei kleine Reservate von zusammen 2,5 ha Fläche.

### Wirtschaftliche Nutzung
Die Industrialisierung in dem Gebiet begann mit Stamp's Mill, einer Sägemühle am Nordende der heutigen Dunlevy Street. Dort heiratete auch die erste Indianerfrau, Ada Young, einen Weißen namens Peter Plant. James A. Raymur übernahm 1871 das Werk von Edward Stamp.
1870 entstand in New Westminster die erste Lachskonservenfabrik, während den Indianern der kommerzielle Fischfang bald verboten wurde. Hingegen machten fast 2.000 japanische Fischer, von denen 1897 fast 6.000 am unteren Fraser River tätig waren, zunehmend Konkurrenz. Die Steveston Fishermen's Association vertrat ihre Interessen. 1899 wurden allein am unteren Fraser rund 300.000 Kisten mit Lachs verkauft. Im Juli 1900 streikten die Fischer gegen die Überfischung durch US-Amerikaner, zugleich wurden 400 Soldaten zusammengezogen, um die Japaner zu schützen. Chinesische Männer schlachteten und zerlegten üblicherweise den Fisch, Indianer und japanische Frauen reinigten die Lachse und packten sie in die Kisten. Den Fang führten japanische Männer, Europäer und Indianer durch. Über 200 Arbeiter schafften 1.200 Kisten pro Tag, also rund 26.000 kg. Gegen sie wurde die Fraser River Salmon Canners Association gegründet. Monopolisierungstendenzen begannen schon im Mai 1902, als die British Columbia Packers Association 42 Fischfabriken aufkaufte.
1886–1913 suchte John Rainy auf einem Gebiet von 245 Acre nach Gold und Silber. Kurz nach 1900 begannen die ersten großflächigen Holzfällereien. 1903–1905 entstand das erste Wasserkraftwerk zur Versorgung von Vancouver mit Elektrizität.
1908 wurde im Indian Arm der Fährbetrieb aufgenommen. 1910 kaufte Baron Gustav Konstantin von Alvensleben ein seit 1906 begonnenes Projekt für Touristen auf. Er ließ das Wigwam Inn errichten. Wahrscheinlich geht auf diese Aktivitäten die Umbenennung des Northern Arm in Indian Arm zurück. Von Alvensleben wurde jedoch während des Ersten Weltkriegs enteignet, der Custodian of Enemy Property, E. J. Young, übernahm das Unternehmen, das bis heute besteht, allerdings durch den Vancouver Yacht Club betrieben wird.

### Provinzpark
Der Say Nuth Khaw Yum Heritage Park/Indian Arm Provincial Park ist ein Kultur- und Naturpark am Indian Arm, dem Kern des traditionellen Gebiets der Tsleil-Waututh Nation. Im Oktober 1996 kündigte British Columbias Premier Glen Clark die Einrichtung von 23 neuen Provinzparks in den Lowlands an, mit einer Gesamtfläche von 136.000 ha. 1997 wurde ein Gebiet von 6.821 ha am Indian Inlet unter Schutz gestellt. Das schwer zugängliche Gebiet, das vor allem von Kajakfahrern genutzt wird, und wo Dampfboote bis zum Wigwam Inn am Ende der Bucht fuhren, war auch Holzeinschlagsgebiet. Die umgebenden Berge steigen bis auf über 1.500 m und liegen im Winter unter bis zu 12 m Schnee. Die leichter erreichbaren Gebiete wurden bereits um 1800 erstmals abgeholzt, doch stehen mancherorts inzwischen wieder 200 Jahre alte Bäume.
Die Unterschutzstellung soll die letzten Urwaldgebiete (Old growth) vor dem „Heli-logging“, der Holzfällerei per Hubschrauber retten. Abrutschende Holzfällerstraßen (an mehr als 60 Stellen), Kahlschlag (zuletzt am Grand Creek) in Verbindung mit starken Niederschlägen haben das Indian Inlet an vielen Orten stark geschädigt. Dazu kam die übermäßige Belastung durch Boote und allradgetriebene Fahrzeuge, aber auch Abfälle und Abwässer von Campingplätzen (vor allem auf Twin und Racoon Island) und Farmen, schließlich der Bau von ufernahen Häusern vor allem im Südteil des Indian Arm. Zudem sorgten Schneisen durch Strommasten (auf der Ostseite) und illegale Wanderwege zu Erdrutschen, beispielsweise am Clementine Creek. Insgesamt 200 km Holzfällerstraßen durchsetzten das Gebiet, das Lager am unteren Indian River beschäftigte in den 60er bis 80er Jahren 100 Holzfäller.
Allerdings waren die Burrard anfangs nicht in den Entwicklungsprozess des Parks eingebunden und es gab keine Konsultationen. Sie schlossen dennoch einen Vertrag über ein Co-Management mit der Provinzregierung ab. Zur Erschließung des Parks für Ökotourismus bedurfte es eines Wanderweges, den Don McPherson auf eigene Faust vorantrieb.

### Olympiade 2010
Am 26. November 2004 unterzeichneten die Häuptlinge der Squamish, der Tsleil-Waututh First Nations, der Musqueam und Lil’wat bands einen Vertrag, der ihnen eine stärkere Beteiligung an den Olympischen Spielen in Vancouver im Jahr 2010 sichern sollte.
Am 1. Oktober 2007 stimmten die Burrard über die Frage ab: „Stimmen Sie der Verpachtung der lots 79-17-1, 79-17-2 und 79-17-3 Burrard Inlet Indian Reserve Nummer 3 an Takaya Development Limited Partnership durch seinen Partner Takaya Developments Ltd. für die Dauer von 99 Jahren zu?“ Von 132 Beteiligten stimmten 94 mit Ja, 32 mit Nein, 2 Stimmen waren ungültig. Damit war die Abstimmung rechtsverbindlich.
Im Februar 2010 nahmen Vertreter des Stammes an der Eröffnung der Olympischen Winterspiele in Vancouver teil.

### Trans Mountain Pipeline
Die Regierung Trudeau und die der Provinz Alberta wünschen eine Erweiterung der Trans Mountain Pipeline von Edmonton nach Burnaby, gegen den heftigen Widerstand der Provinz British Columbia B.C. Dieses „Trans Mountain Expansion Project“ TMX soll die Transportkapazität verdreifachen, was ab dem Hafen Burnaby, wo Kinder Morgans „Westridge Marine Terminal“ steht, eine siebenfache Vermehrung von Groß-Schiffstransporten in schwierigem, schon jetzt dicht befahrenem Küstengewässer bedeuten würde. Verdünntes Bitumen wird zur Weiterverarbeitung zu Treibstoff transportiert, insbesondere nach Asien und Kalifornien.
Einer überfüllten Versammlung (Town Hall meeting) mit Trudeau am 2. Februar 2018 in Nanaimo wohnten u. a. Repräsentanten der Tsleil-Waututh First Nation bei, sie verließen diese aber unter Protest. Als Bewohner des Mündungsgebiets und der Küstenstreifen wären sie im Schadensfall betroffen. Trudeau machte das Zugeständnis, dass die komplizierte Schifffahrt ab Burnaby Richtung Pazifik, mit Engpässen zwischen den vielen Inseln bis zum Erreichen des offenen Pazifiks, strikter geregelt und zur Verhinderung von Tanker-Unfällen eine größere Vorsorge getroffen werden muss, entsprechend dem landesweiten „Oceans Protection Plan“. Auf die wirklich problematischen Faktoren des Fluss- und Seewegs muss die Bundesregierung ihren gesetzlichen Einfluss austesten; auch die B.C.-Regierung hat eine höhere Sicherheit auf diesem Seeweg angedacht. In jedem Fall sind Verhandlungen mit US-Bundesbehörden nötig, da einige Gefahrenpunkte des Seewegs an US-Territorium grenzen.
Im März 2018 verschärfte sich der Konflikt. 5000 Personen unternahmen am 10. März einen Protestmarsch gegen die TMX, der angeführt wurde von First-Nations-Repräsentanten aus B. C. Mehr als 210 Protestierende wurden von der Polizei bei Aktionen verhaftet, welche u. a. unter dem Motto: „Verteidigt unsere Gewässer“ (#defendthewater) liefen. Unter der Arrestanten waren auch zwei Mitglieder des Parlaments von B. C. An Trudeau gerichtet hieß es: Premierminister Trudeau: Vorreiter des Klimaschutzes bauen keine Pipeline! Eine Protestkundgebung mit diesem Motto gab es auch im benachbarten US-Bundesstaat Washington, D.C. vor der Botschaft Kanadas.
Die deutschsprachige Presse berichtete im April 2018 durch das Handelsblatt ausführlich über den Konflikt.
Nachdem der Verkauf der Pipeline durch Kinder Morgan an Kanada Ende August 2018 von allen Gremien beschlossen worden war, hat eines der höchsten Gerichte Kanadas, der Federal Court of Appeal (Bundesberufungsgericht), am 30. August das ganze Erweiterungs-Projekt TMX stillgelegt. In ihrer einstimmigen Entscheidung bestimmten die drei Richter, unter dem Vorsitz von Eleanor Dawson, in letzter Instanz: die Genehmigung ist ungültig, denn die Planung verletzt die Rechte von 7 First Nations, und im Fall eines Tankerunfalls sind die Orcas in ihrer Existenz bedroht. Gegen das Urteil wäre nur noch eine Klage beim Obersten Gerichtshof von Kanada möglich. NEB-ONE teilte mit, dass alle Arbeiten mit Umweltauswirkungen eingestellt wurden, das betrifft insbesondere Rodungen, und alle anhängigen Prozesse vor Gerichts-Instanzen beendet werden. Mit dem „Trans Mountain Indigenous Advisory Monitoring Committee“ IAMC, der Repräsentanz der First Nations bezüglich TMX, werden jetzt Verhandlungen beginnen, auch über eine bessere Kontrolle der schon vorhandenen alten Rohre und Anlagen.
Die Regierung der Provinz Alberta hat bereits angekündigt, dass mit diesem Urteil die Zustimmung Albertas zu Trudeaus Klimaplan hinfällig ist. In British Columbia gab es Freudenfeste der Umweltschützer und der First Nations.
Regierungsvertreter, darunter auch Trudeau selbst, kommentierten das Urteil, dass das Projekt „auf die richtige Art und Weise“ (in the right way) fortgeführt wird, was nichts anderes bedeuten kann, als dass eine völlig veränderte Planung unter Rücksicht auf wesentliche territoriale und ökologische Einwände erfolgt. Eine Website der dafür zuständigen Bundesbehörde „Ressources Naturelles Canada“ RNC-NRC listet 157 Vorschriften auf, welche mit dem Bau und Betrieb von TMX verbunden sein werden, darunter die wichtige Verminderung von Schiffslärm zum Schutz der Orcas, dies vor allem durch Langsam-Fahrt.
Mitte 2019 gab Trudeau bekannt, die Erweiterung der Pipeline-Kapazität weiter zu verfolgen, die Arbeiten sollten noch in diesem Sommer beginnen.